# Linyphia adstricta
Linyphia adstricta là một loài nhện trong họ Linyphiidae. Chúng được Eugen von Keyserling miêu tả năm 1886.